# Krzysztof Wielicki
Krzysztof Wielicki   (Szklarka Przygodzicka, 5 de gener de 1950) Krzysztof Jerzy Wielicki és un escalador polonès alpí i de gran altitud, considerat com un dels més grans escaladors polonesos de la història. És el cinquè home a escalar els catorze vuitmils i el primer a escalar l'Everest, Kangchenjunga i Lhotse a l'hivern. És membre de The Explorers Club .

## Biografia
Va néixer el 5 de gener de 1950 a Szklarka Przygodzicka, Gran Polònia. Es va graduar a la Universitat de Ciència i Tecnologia de Wrocław (WUST) on va estudiar electrònica. Va presidir el Comitè de Turisme de l' Associació d'Estudiants Polonesos de la Facultat d'Electrònica de la WUST. Va començar a escalar a Sokoliki el maig de 1970. El 1972 va participar en el seu primer curs d'escalada i en un campament d'hivern dirigit per Wanda Rutkiewicz .
El 1973, va aconseguir els primers grans èxits internacionals d'escalada durant un campament a les Dolomites . Juntament amb Bogdan Nowaczyk, es va convertir en el primer escalador a completar en un dia la Via Italiano-Francese a Punta Civetta. Més tard va viatjar per escalar a les muntanyes del Caucas, l' Hindu Kush i les muntanyes del Pamir .
El 17 de febrer de 1980, com a membre de l'expedició nacional polonesa dirigida per Andrzej Zawada, Wielicki i el seu company d'escalador Leszek Cichy es van convertir en els primers a escalar un vuit mil a l'hivern. També va ser el primer a fer ascensos hivernals amb èxit a la muntanya Everest, Kangchenjunga i Lhotse, tres de les quatre muntanyes més altes del món.
Va pujar al Broad Peak durant una expedició en solitari i va fer la primera ascensió d'un vuit mil des d'una base en 24 hores. Va escalar Dhaulagiri i Shishapangma en solitari establint noves rutes. També va fer una ascensió en solitari de Gasherbrum II i Nanga Parbat, una gesta que només va ser presenciada per uns quants pastors pakistanesos. Va participar en diverses expedicions al K2. L'any 1996 va fer una ascensió de la muntanya pel pilar nord juntament amb dos escaladors italians.
Va organitzar l'expedició polonesa d'hivern 2002-2003 al K2, que no va arribar al cim. Va fer un altre intent d'escalar un vuit mil a l'hivern organitzant una expedició a Nanga Parbat (2006-2007), però es va veure obligat a tornar enrere a causa de les condicions meteorològiques adverses. El 2013, va dirigir una expedició per escalar el Broad Peak a l'hivern. El 5 de març, Adam Bielecki, Artur Małek, Maciej Berbeka i Tomasz Kowalski van assolir el cim per primera vegada a la història durant l'hivern (Berbeka i Kowalski van morir mentre baixaven de la muntanya). El 2018, va dirigir una altra expedició sense èxit per arribar al cim del K2 a l'hivern.

## Principals ascensions
| Curs       | muntanya              | Alçada (en metres) | Observacions                                                            |
| ---------- | --------------------- | ------------------ | ----------------------------------------------------------------------- |
| 1980       | Muntanya Everest      | 8848               | Primera ascensió a l'hivern d'un cim de 8.000 metres (amb Leszek Cichy) |
| 1984       | Broad Peak            | 8051               | Primera ascensió d'un dia d'un cim de 8.000 metres (en solitari)        |
| 1984, 1992 | Manaslu               | 8163               | Nou recorregut a la cara sud-sud-est                                    |
| 1986       | Kangchenjunga         | 8586               | Primera ascensió a l'hivern de Kangchenjunga (amb Jerzy Kukuczka)       |
| 1986       | Makalu                | 8485               | Estil alpí                                                              |
| 1988       | Lhotse                | 8516               | Primera ascensió hivernal del Lhotse (en solitari)                      |
| 1990       | Dhaulagiri            | 8167               | Nova ruta, expedició en solitari                                        |
| 1991       | Massís de l'Annapurna | 8091               | Ruta de Bonington                                                       |
| 1993       | Cho Oyu               | 8201               | Ruta polonesa                                                           |
| 1993       | Shishapangma          | 8027               | Nova ruta a la cara sud, expedició en solitari, en 24 hores             |
| 1995, 2006 | Gasherbrum II         | 8035               | Expedició en solitari                                                   |
| 1995       | Gasherbrum I          | 8080               | Estil alpí                                                              |
| 1996       | K2                    | 8611               | Ruta japonesa                                                           |
| 1996       | Nanga Parbat          | 8126               | Ruta Kinshofer, expedició en solitari                                   |

## Reconeixement
El 2001, va rebre el premi Lowell Thomas atorgat per The Explorers Club. Va ser guardonat amb la Creu de Comandant de l' Ordre de Polònia Restituta l'any 2003, pels seus èxits destacats en l'alpinisme i per la popularització de l'escalada. El 2015, va rebre la medalla de la Universitat de Ciència i Tecnologia de Wrocław pels seus èxits en l'alpinisme.
El 2017, la Unió Astronòmica Internacional va aprovar el nom de l'asteroide descobert per Vincenzo Silvano Casulli com 173094 Wielicki en honor a l'escalador polonès.
L'any 2018 va rebre conjuntament amb Reinhold Messner el Premi Princesa d'Astúries en la categoria d'Esports. El Piolet d'Or 2019 va ser atorgat el setembre de 2019 a Wielicki com l'11è premi a la trajectòria.